# Prussiani

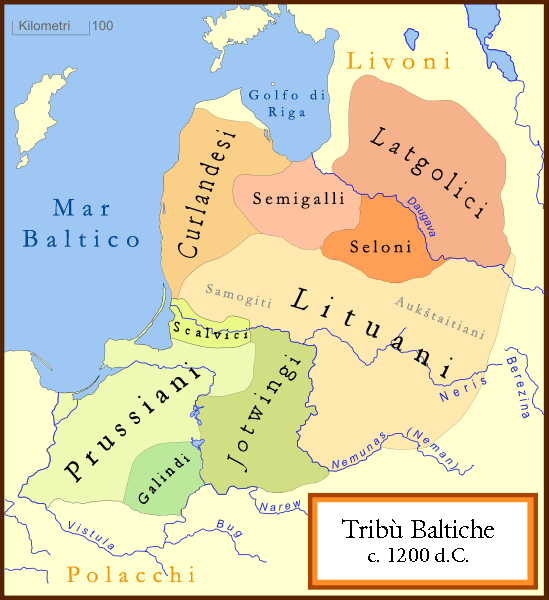
Insediamento delle popolazioni baltiche nel secolo XII. Balti orientali in marrone, Balti occidentali in verde

I Pruzzi (Pruzzen) o Prussi (Prußen), da cui Prussiani (Preußen) o, ancora, Pruteni, erano una popolazione del gruppo dei Balti occidentali, parlanti la lingua prussiana, originariamente insediata tra i fiumi Nemunas e Minge. La Prussia venne così chiamata ispirandosi al loro nome, anche se successivamente alla loro scomparsa e sostituzione con popolazioni tedesche portate dai cavalieri teutonici. La zona d'insediamento dei Pruzzi si estendeva, ad est e verso sud-ovest, anche oltre i confini storici della Prussia. Nelle zone più centrali del loro insediamento i ritrovamenti archeologici provano una presenza ininterrotta di questa popolazione dalla fine del Neolitico sino al Medioevo. L'espansione verso la zona della Vistola ebbe luogo nel VII secolo, quando la presenza di coloni germanici era ancora molto sparuta. Dopo essere stati sottomessi dall'Ordine teutonico, vennero via via assimilati da popolazioni immigrate d'origine tedesca o polacca. La loro lingua, il prussiano, si estinse attorno al XVII-XVIII secolo ed è scarsamente documentata. Toponimi di origine prussiana sono Barta, Chełmno, Notanga, Pamede, Sasna e Lubava, Suduwa, Galinda, Nadruwa, Pagude, Semba, Skalwa e Warme.

## Etimologia del nome
Peter von Duisburg, monaco dell'Ordine teutonico, narrò la sottomissione dei Pruzzi nella sua opera Chronicon Terrae Prussiae, indicando gli abitanti con il loro nome latino (pruteni). Il nome dei Pruzzi nella loro lingua era Prūsai, pronunciato con la u lunga. Non vi è accordo sul significato di questo nome: per alcuni deriva da "prūta/ prūota" (astuzia, intelligenza), per altri da "prūsna" (rango, onore) oppure "prūsas" (elevato), derivato a sua volta dalla radice indeuropea "purusah" (uomo, persona).

## Suddivisioni
Secondo Peter von Duisburg i Pruzzi erano divisi in 10 tribù:

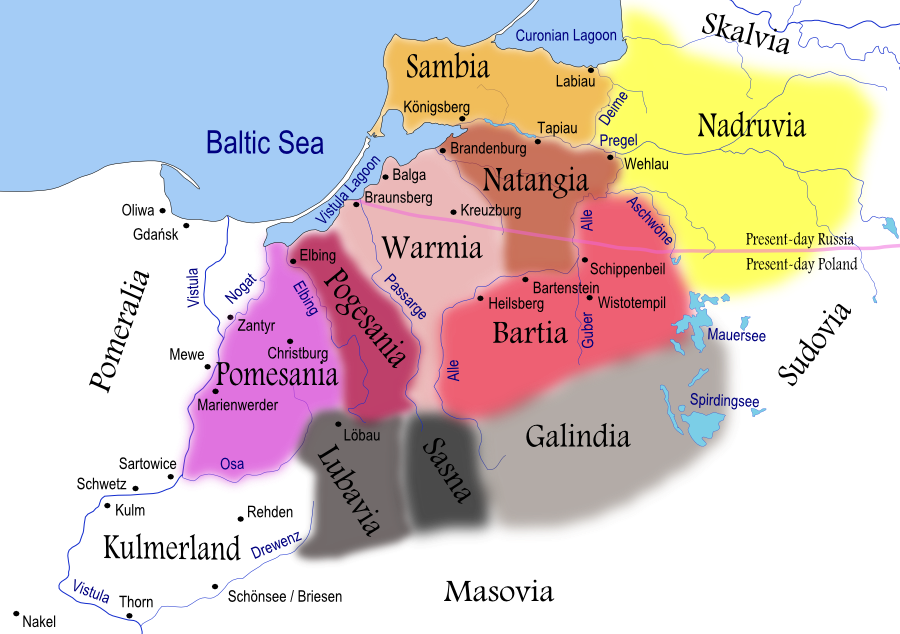
Le tribù dei Pruzzi nel XIII secolo. Le località indicate vennero fondate dall'Ordine teutonico per facilitare la conquista

|    | Latino    | tedesco          | lituano | antico prussiano (ricostruito) |  |
| -- | --------- | ---------------- | ------- | ------------------------------ |  |
| 1  | Pomesania | Pomesanien       | Pamedė  | Parmeddi                       |  |
| 2  | Varmia    | Ermland, Warmien | Varmė   | Warmi                          |  |
| 3  | Pogesania | Pogesanien       | Pagudė  | Paguddi                        |  |
| 4  | Notangia  | Natangen         |         |                                |  |
| 5  | Sambia    | Samland          | Semba   |                                |  |
| 6  | Nadrovia  | Nadrauen         |         |                                |  |
| 7  | Bartia    | Barten           | Barta   | Barta                          |  |
| 8  | Scalovia  | Schalauen        | Skalva  |                                |  |
| 9  | Sudovia   | Sudauen          | Sūduva  | Sūdawa                         |  |
| 10 | Galindia  | Galindien        | Galinda | Galinda                        |  |

## Conquista e conversione forzata

### Primi tentativi di evangelizzazione
I pruzzi professavano il paganesimo baltico. Secondo Peter von Duisburg:
Nel 997 il vescovo di Praga Adalberto tentò una prima missione di evangelizzazione. Contemporaneamente il duca di Polonia Boleslao intraprese una spedizione per la conquista militare del territorio. I Pruzzi sospettavano di Adalberto, ritenendolo una spia di Boleslao, e lo uccisero per aver profanato un bosco sacro.

### Tentativi polacchi di conquista
Nel periodo successivo i polacchi tentarono ripetutamente di impadronirsi del territorio abitato dai Pruzzi, soprattutto al fine di ottenere uno sbocco sul mar Baltico. Queste spedizioni venivano giustificate con la necessità dell'evangelizzazione, ma non conobbero mai il successo, a causa della accanita resistenza dei Pruzzi. Negli anni 1209, 1220 e anche successivamente fu il conte Corrado di Masovia a tentare di sottomettere i Pruzzi, ma anche i suoi tentativi vennero respinti. Nel 1224, aizzò contro i Pruzzi i cavalieri di Dobrzyń, che dipendevano dall'Ordine teutonico. Anch'essi vennero respinti, e la controffensiva dei Pruzzi fu talmente intensa che lo stesso Corrado si vide in pericolo, e decise di chiedere aiuto all'ordine teutonico.

### L'intervento dell'Ordine teutonico
Corrado offrì all'Ordine i territori prussiani, in cambio dell'assistenza militare. Prima di intervenire, però, l'Ordine attese che il possesso della Prussia ricevesse la conferma da parte dell'imperatore, la qual cosa avvenne con la bolla d'oro di Rimini del 1226 o 1235.
Con il trattato di Kruschwitz (1230), Corrado cedette all'Ordine teutonico la terra di Chełmno e tutte le future conquiste in Prussia orientale. Non è ancora chiaro se il trattato fosse un diktat dell'Ordine a Corrado, oppure se non si tratti addirittura di un falso.

### Cronologia della conquista
- 1234 Prima campagna di conquista;
- 1242 Prima ribellione dei pruzzi (guidata da Herkus Monte);
- 1249 Trattato di pace di Christburg;
- 1260 - 1272 Grande rivolta prussiana.

### Ribellioni
Nel XIII secolo l'Ordine teutonico riuscì, dopo una lotta durata decenni, a sottomettere i Pruzzi e impadronirsi del loro territorio. Nei villaggi abitati dai Pruzzi venivano nominati capovillaggio dei Pruzzi convertiti, detestati dagli abitanti, soprattutto perché costringevano con la forza alle corvée i contadini sottomessi. 
Queste forme di sfruttamento, unite al mancato mantenimento delle promesse in fatto di libertà di culto provocarono il malcontento della popolazione, che sfociò in rivolte che travolsero le recenti conquiste dell'Ordine.
I pruzzi trovarono un alleato nel principe dei Sanboridi Swantopolk, il quale aveva compreso che l'Ordine teutonico non si sarebbe limitato a sottomettere i Pruzzi, ma puntava in realtà a instaurare nella regione un potente stato. Per questa sua iniziativa Swantopolk venne colpito da scomunica.
I pruzzi riuscirono a riprendere il controllo quasi totale del proprio territorio, e a espugnare molti castelli teutonici. Fu solo con l'aiuto del duca di Masovia che l'Ordine teutonico riuscì a riconquistare la terra di Chełmno.
Nel 1243 papa Innocenzo IV proclamò la santa crociata contro i Pruzzi. Nel 1244 Swantopolk fu costretto a chiedere la pace, ottenendo però che l'Ordine cessasse le azioni belliche e l'oppressione dei Pruzzi. Solamente i castelli di Balga, Elbing, Kulm e Thorn rimasero in possesso dell'Ordine.
La situazione era di una sovranità nominale da parte dell'Ordine teutonico sui territori dei Pruzzi. Ma l'autorità dei cavalieri non era per nulla solida, tanto che nel 1249 si giunse ad un nuovo trattato di pace, che stabiliva in 18 punti i diritti e doveri delle parti in conflitto.
Nel 1250 una grave sconfitta dei cavalieri teutonici pose fine al tentativo di soggiogare i pruzzi natangi. I pruzzi galindi, che non erano ancora stati conquistati, per prevenire ogni iniziativa dell'Ordine, si rivolsero al duca di Masovia. Per tutta risposta l'Ordine, nel 1253, intraprese una spedizione contro barti e galindi. I Pruzzi si rivoltarono nuovamente nel 1256 e nel 1261, riuscendo ogni volta a scacciare i cavalieri dell'Ordine, i quali, però, si asserragliavano nei principali castelli, e l'anno successivo ritornavano in forze soffocando le ribellioni e riprendendo controllo del territorio.
Lentamente la resistenza dei Pruzzi si sgretolava. Nel 1271 papa Clemente IV proclamò una nuova crociata contro i pagani del nord, e a metà degli anni 1270 solamente le tribù più settentrionali non erano state sottomesse, e solamente nel 1283 l'ultimo capo dei Pruzzi, Skurdo, fu costretto ad accettare il battesimo.
Decenni di combattimenti ebbero un costo umano pesantissimo: alcuni studiosi stimano che perse la vita tra il 20 e il 50% dei Pruzzi.
Nei decenni successivi l'Ordine teutonico favorì l'afflusso di coloni tedeschi, assimilando di fatto la popolazione indigena. Ciò nonostante riuscirono a mantenere la propria identità sino al XVIII secolo.